# Doug McClure
Pour les articles homonymes, voir McClure.
Doug McClure est un acteur américain, né le 11 mai 1935 à Glendale, Californie (États-Unis) et mort le 5 février 1995 à Sherman Oaks (Californie).

## Biographie
Il monte à cheval dès l'âge de huit ans et pendant ses vacances au Nevada il participe à des rodéos. Il étudie à l'université de Los Angeles et y pratique de nombreux sports. Il découvre le théâtre et choisit de devenir acteur. Il suit des cours de comédie au Santa Monica College et à l'UCLA.
Père de Tane McClure il est l'interprète inoubliable du maire dans la série Loin de ce monde et a marqué des générations entières pour son rôle de séducteur dans le téléfilm Le Triangle Du Diable.
Il a enfin incarné deux notables héros de l’univers romanesque d’Edgar Rice Burroughs, les aventuriers Bowen Tyler et David Innes, dans les adaptations cinématographiques qu’en a données Kevin Connor entre 1975 et 1978.
Il était entré dans les foyers français par deux séries très regardées à l'époque : Échec et mat (1960-1962) dans le rôle de Jed Sills ; et le Virginien (1962-1971) dans le rôle de Trampas, deux rôles sympathiques. Il meurt en 1995 des suites d'un cancer du poumon.

## Filmographie
- 1956 : La Loi du Seigneur (Friendly Persuasion) : Soldier
- 1957 : Torpilles sous l'Atlantique (The Enemy Below) : Ens. Merry
- 1958 : South Pacific : Pilot in Hospital
- 1959 : Gidget : Waikiki
- 1959 : La Quatrième Dimension (The Twilight Zone) (série TV) : Grant, le dernier adversaire de Denton (saison 1, épisode 3 : La Seconde Chance)
- 1960 : Overland Trail (série TV) : Frank 'Flip' Flippen (unknown episodes)
- 1960 : Le Vent de la plaine (The Unforgiven) : Andy Zachary
- 1960 : Le Mal d'être jeune (Because They're Young) de Paul Wendkos : Jim Trent
- 1962 : The Final Hour : Trampas
- 1962 : The Brazen Bell : Trampas
- 1962 : The Devil's Children : Trampas
- 1964 : Pleins phares (The Lively Set) : Chuck Manning
- 1965 : Les Prairies de l'honneur (Shenandoah) : Lt. Sam
- 1966 : Beau Geste le baroudeur : John
- 1967 : L'Évasion la plus longue (The Longest Hundred Miles) (TV) : Cpl. Steve Bennett
- 1967 : Le Pirate du roi (The King's Pirate) : Lt. Brian Fleming
- 1968 : Nobody's Perfect : Dr Willoughby
- 1971 : The Bull of the West (TV) : Trampas
- 1971 : Terror in the Sky (TV) : George Spencer
- 1971 : The Birdmen (en) (TV) : major Harry Cook
- 1971 : The Death of Me Yet (TV) : Edward Young\Paul Towers
- 1972 : Playmates (TV) : Kermit Holvey
- 1972 : Un juge pas comme les autres (The Judge and Jake Wyler) (TV) : Jake Wyler
- 1972 : Search (série TV) : C.R. Grover (unknown episodes, 1972-1973)
- 1973 : Shirts/Skins (TV) : docteur Francis Murphy
- 1973 : Les Loups sanglants de l'Alaska (Die blutigen Geier von Alaska) : Don Rutland
- 1973 : Death Race (en) (TV) : Lt. Del Culpepper
- 1974 : Cet emmerdeur de Charly (What Changed Charley Farthing?) : Charley Farthing
- 1975 : Le Triangle du Diable (Satan's Triangle) (TV) : Lt. J. Haig
- 1975 : Le Sixième continent (The Land That Time Forgot) : Bowen Tyler
- 1975 : La Côte sauvage ("Barbary Coast") (série TV) : Cash Conover (unknown episodes)
- 1976 : Centre terre, septième continent (At the Earth's Core) : David Innes
- 1977 : Racines ("Roots") (feuilleton TV) : Jemmy Brent
- 1977 : SST: Death Flight (TV) : Hank Fairbanks
- 1977 : Le Continent oublié (The People That Time Forgot) : Bowen Tyler
- 1978 : Strange Companions (TV) : Archie
- 1978] : Wild and Wooly (TV) : Delaney Burke
- 1978 : Les Cités d'Atlantis (Warlords of Atlantis) : Greg Collinson
- 1979 : The Rebels (TV) : Eph Tait
- 1980 : Patrouille de nuit à Los Angeles (Nightside) (TV) : Danny Dandoy
- 1980 : Les Monstres de la mer (Humanoids from the Deep) : Jim Hill
- 1981 : Firebird 2015 AD : McVain
- 1982 : La Maison des spectres (The House Where Evil Dwells) : Alex Curtis
- 1983 : Manimal (TV) : Arnold Sipes
- 1984 : Cannon Ball 2 (Cannonball Run II) : The Slapper
- 1984 : Espion modèle (Cover Up) (TV) : Cal Tillis
- 1986 : Paiement cash (52 Pick-Up) : Mark Arveson
- 1987 : Omega Syndrome : Detective Milnor
- 1987 : Loin de ce monde ("Out of This World") (série TV) : Mayor Kyle X. Applegate (unknown episodes)
- 1988 : Tapeheads : Sid Tager
- 1988 : Dark Before Dawn : Kirkland
- 1989 : Prime Suspect (en) : Dr Brand
- 1991 : Les nouvelles aventures de Zorro (tv) : Josua Barnes
- 1991 : The Gambler Returns: The Luck of the Draw (TV) : Doug
- 1992 : La Guerre des mamies (Battling for Baby) (TV) : David
- 1994 : La Revanche de l'Ouest (Dead Man's Revenge) (TV) : Granger
- 1994 : Maverick : Riverboat Poker Player
- 1995 : Riders in the Storm : Hamilton Monroe